# Zisterzienserinnenkloster Frankenhausen (Sachsen)

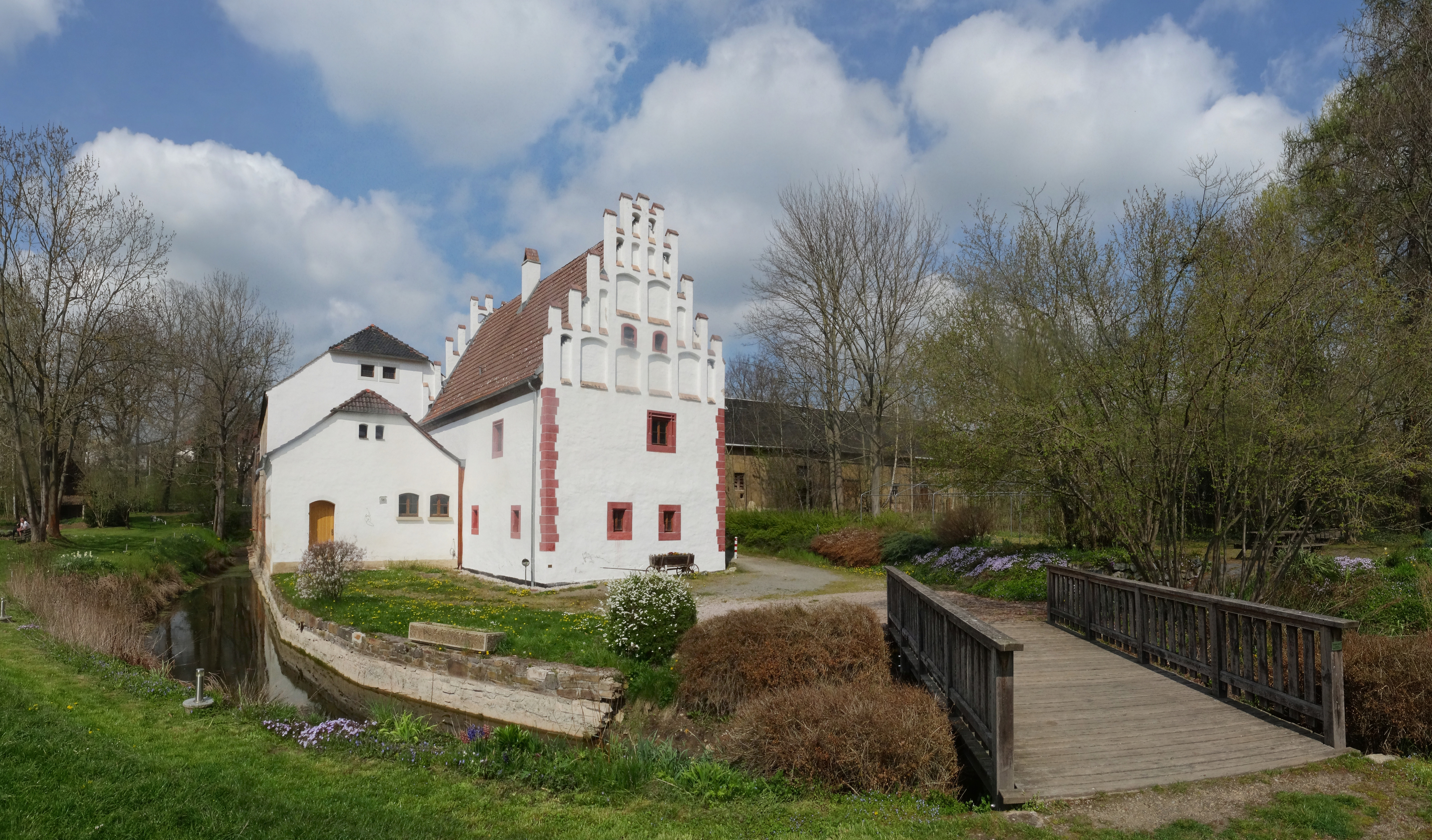
Gebäuderest des Klosters Frankenhausen – „Klosterschule“

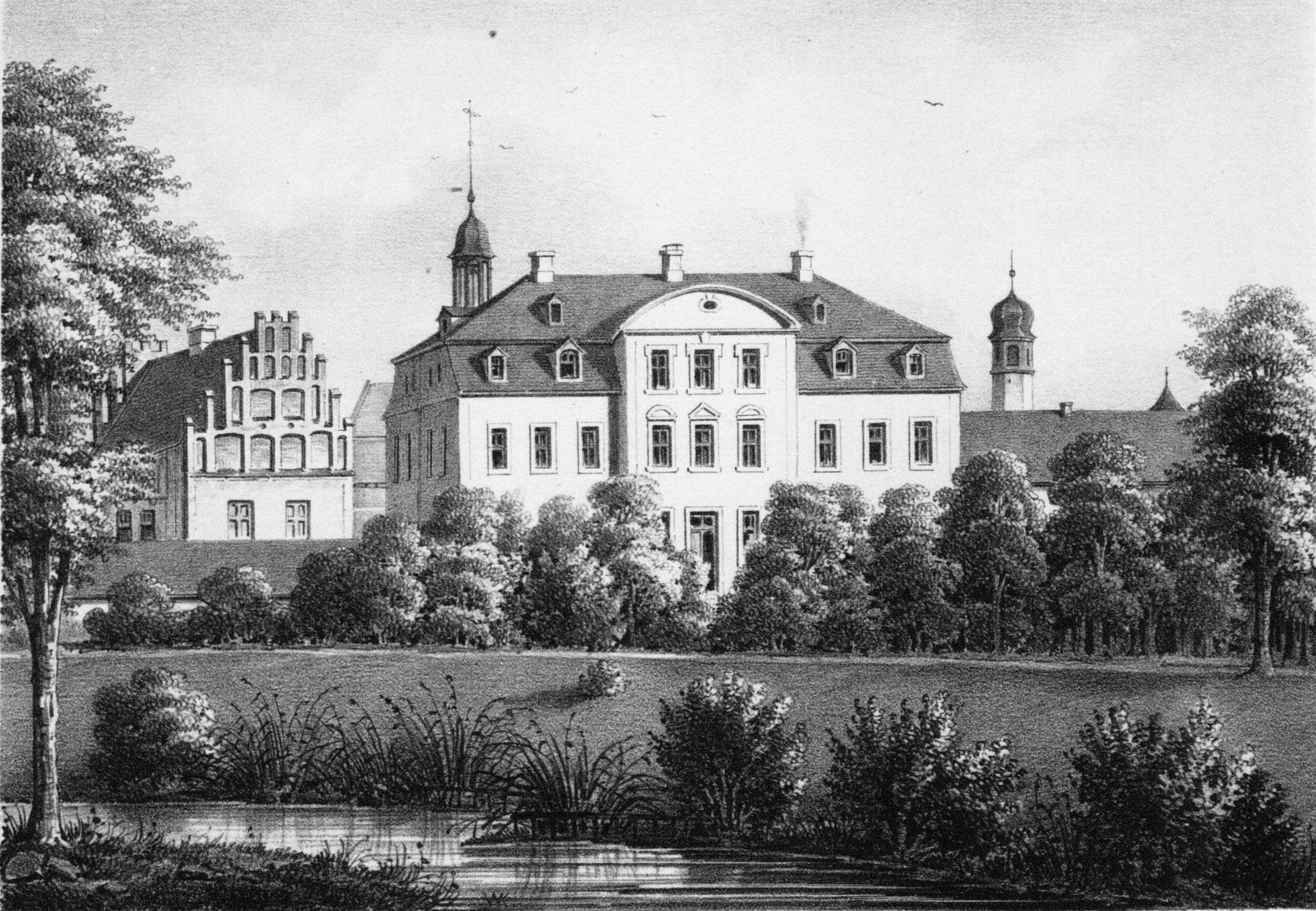
Das Klostergut um 1800 mit dem 1741 errichteten, 1948 abgerissenen Herrenhaus; im Vordergrund die Pleiße

Das Zisterzienserinnenkloster Frankenhausen (Sachsen) war vom 13. bis zum 16. Jahrhundert ein Nonnenkloster zuerst in Grünberg, ab 1292 in Frankenhausen bei Crimmitschau in Sachsen.

## Geschichte
Dem seit der Mitte des 13. Jahrhunderts (vor 1260) in Grünberg ansässigen Zisterzienserinnenkloster wurde 1276 in Frankenhausen die zerstörte Burg als Kloster gestiftet. Die Nonnen schlossen die Übersiedelung 1292 ab. 1410 wurde das Kloster nach einem Brand wieder aufgebaut. 1529 kam es im Zuge der Reformation zur Säkularisation des Klosters, 1543 zur endgültigen Räumung. Seit 1990 bemüht sich der Landesverein Sächsischer Heimatschutz erfolgreich um die Erhaltung der unter Denkmalschutz stehenden Reste. Es sind dies: die Klosterschule, das Gewölbe des Witwenhauses, der Turm des Priorhauses sowie das Kellerberghaus.